# Fußball-Amateurliga Berlin 1950/51
Die Fußball-Amateurliga Berlin 1950/51 war die erste Spielzeit der höchsten Amateurklasse in West-Berlin nach dem Ende des Gesamtberliner Fußballbetriebs. Die Amateurliga Berlin bildete seit 1950 den Unterbau der Vertragsliga Berlin. Berliner Amateurmeister 1951 wurde der VfL Nord Berlin, der Berlin bei der Amateurmeisterschaft des DFB vertrat und in die Vertragsliga aufstieg. Zweiter Aufsteiger in die Vertragsliga war der BFC Nordstern, während Alemannia 06 Haselhorst und der SC Hakoah Berlin aus der Amateurliga abstiegen.

## Hintergrund
Bis zum Ende der Saison 1949/50 fand in Berlin ein gemeinsamer sektorenübergreifender Spielbetrieb statt. Nachdem der in West-Berlin 1949 gegründete Verband Berliner Ballspielvereine (VBB) ankündigte, für die höchste Berliner Liga den Vertragsspielerstatus einzuführen, zogen sich alle Ost-Berliner Mannschaften aus dem gemeinsamen Spielbetrieb zurück und wechselten in Ligen des Deutschen Sportausschusses.
In West-Berlin wurde zur Saison 1950/51 als höchste Spielklasse die Vertragsliga und als deren Unterbau die Amateurliga eingerichtet. Die Vertragsliga ersetzte in West-Berlin die Stadtliga, während die eingleisige Amateurliga die zweigleisige Kreisliga als zweithöchste Spielklasse ablöste.

## Abschlusstabelle
| Pl. | Verein                  | Sp. | Tore  | Punkte |
| --- | ----------------------- | --- | ----- | ------ |
| 01. | VfL Nord Berlin (A)     | 22  | 46:28 | 33:11  |
| 02. | BFC Nordstern (N)       | 22  | 62:35 | 28:16  |
| 03. | VfL Schöneberg (N)      | 22  | 49:37 | 28:16  |
| 04. | Hertha Zehlendorf       | 22  | 53:36 | 26:18  |
| 05. | Frohnauer SC            | 22  | 36:29 | 26:18  |
| 06. | SSC Südwest 1947        | 22  | 44:39 | 25:19  |
| 07. | SC Tegel                | 22  | 50:48 | 23:21  |
| 08. | SC Charlottenburg (N)   | 22  | 47:40 | 22:22  |
| 09. | SC Staaken (N)          | 22  | 30:38 | 20:24  |
| 10. | BSC Rehberge 1945       | 22  | 43:47 | 17:27  |
| 11. | Alemannia 06 Haselhorst | 22  | 37:64 | 13:31  |
| 12. | SC Hakoah Berlin        | 22  | 23:79 | 03:41  |